# Jeremiah Horrocks
Jeremiah Horrocks (1618 - 3 tháng 1 năm 1641), đôi khi được viết là Jeremiah Horrox (phiên bản Latin hóa mà ông đã sử dụng trong đăng ký trường Cao đẳng Emmanuel và trong bản thảo tiếng Latinh của mình), là một nhà thiên văn học người Anh. Ông là người đầu tiên chứng minh được rằng Mặt Trăng di chuyển quanh Trái Đất bằng một quỹ đạo hình elip; và ông là người duy nhất tiên đoán được sự đi qua của Sao Kim năm 1639, một sự kiện mà ông và người bạn William Crabtree của ông chỉ là hai người quan sát và ghi lại.
Cái chết đầu tiên của ông và sự hỗn loạn của cuộc nội chiến Anh gần kết quả là sự mất mát về khoa học của luận án của ông về sự đi qua, Venus in sole visa; nhưng đối với tác phẩm này và các tác phẩm khác của ông, ông được công nhận là một trong những người cha sáng lập của ngành thiên văn học Anh.

## Tiểu sử
Jeremiah Horrocks sinh ra ở Lower Lodge Farm ở Toxteth Park, một công viên hươu hoàng gia cũ gần Liverpool, Lancashire.. Cha của anh James đã chuyển đến Toxteth Park để làm người học việc của Thomas Aspinwall, một thợ đồng hồ, và sau đó kết hôn với con gái của ông chủ của Mary. Cả hai gia đình đều là những người theo Đạo Tin lành; nhà Horrocks đã gửi những đứa con của họ vào Đại học Cambridge và Aspinwalls ưa thích Đại học Oxford. Đối với niềm tin phi chính thống của họ, những người theo Đạo Thiên Chúa đã bị loại ra khỏi cơ quan công, có xu hướng đẩy họ đến những nghề nghiệp khác; đến năm 1600 Aspinwalls đã trở thành một gia đình thành công của những người thợ đồng hồ. Jeremiah đã sớm được được đến với ngành thiên văn học; việc vặt thời niên thiếu của anh bao gồm đo buổi trưa trưa địa phương sử dụng để thiết lập đồng hồ địa phương, và giáo dục thanh thiếu niên của ông thấm nhuần một sự nghi ngờ lâu dài của chiêm tinh học, phép thuật và phép thuật.
Năm 1632 Horrocks theo học tại Viện Emmanuel tại Đại học Cambridge và được giảm học phí. Tại Cambridge anh liên hệ với nhà toán học John Wallis và người theo học thuyết Platon John Worthington. Vào thời điểm đó, ông là một trong số ít người ở Cambridge chấp nhận thuyết nhật tâm mang tính cách mạng của Copernicus, và anh nghiên cứu các tác phẩm của Johannes Kepler, Tycho Brahe và những người khác.
Năm 1635 vì những lý do không rõ ràng Horrocks rời Cambridge mà không tốt nghiệp. Marston gợi ý rằng anh có thể cần phải hoãn chi phí phụ trội cho đến khi anh ta được tuyển dụng, trong khi Aughton phỏng đoán anh ta có thể đã thất bại trong các kỳ thi vì tập trung quá nhiều vào lợi ích của mình, hoặc anh ta không muốn mất Các lệnh Anglican, và do đó một mức độ hajnn chế sử dụng anh.